# Romuald Władyslaw Giedroyc
Le prince Romuald Władyslaw (Ladislas) Giedroyc (29 juin 1842 - Saint-Pétersbourg 6 mai 1899) est un auteur ayant écrit plusieurs ouvrages historiques.

## Biographie
Romuald Władyslaw Giedroyc était le fils du prince Constantin Giedroyc (conseiller d'Etat et chambellan du tsar de Russie) et de Marie Eve Alexandrine, née comtesse Podoska.  
Après avoir notamment suivi  des études littéraires à Montpellier jusqu'en 1861, il publie entre 1870 et 1885 une série de livres d'histoire liés essentiellement à la Russie et à la France.
En février 1867, il épouse la baronne Varvara (Barbara) von Brevern, propriétaire du château de Znamenskoïe-Raïok dans l'oblast de Tver.

## Ouvrages
- (pl) Quelques fragments de poésie (Edition : Varsovie, Krokoszyński, 1862).
- (fr) La Question du jour - L'incident russe (Edition : Impr. de L. Schellenberg, 1870).
- (fr) La revanche de la France (Edition : Paris, 1872).
- (fr) Sur les crises ministérielles en France (Edition : Paris, E. Dentu, 1874).
- (fr) L'Épargne de la Russie (Edition : Paris, E. Dentu, 1874).
- (fr) La France et l'Espagne (Edition : Paris, E. Dentu, 1875).
- (fr) Résumé de l'histoire du Portugal au XIXe siècle (Edition : Paris, Amyot, 1875).
- (fr) La mort d'Alexandre II (Edition : Évreux, Impr. de C. Hérissey, 1881).
- (fr) Quelques idées métaphysiques et morales tirées de l'étude de l'histoire (Edition : Évreux, Impr. de C. Hérissey, 1885).
- (fr) Pierre et Paul, récit contemporain (Edition : Paris, E. Dentu, 1885).